# Nils Jakob Hoff
Nils Jakob Skulstad Hoff (Bergen, 5 de febrero de 1985) es un deportista noruego que compitió en remo.
Ganó una medalla de oro en el Campeonato Mundial de Remo de 2013 y dos medallas de bronce en el Campeonato Europeo de Remo, en los años 2012 y 2013.
Participó en dos Juegos Olímpicos de Verano, en los años 2012 y 2016, ocupando el séptimo lugar en Londres 2012, en la prueba de doble scull.

## Palmarés internacional
| Campeonato Mundial | Campeonato Mundial      | Campeonato Mundial | Campeonato Mundial |
| Año                | Lugar                   | Medalla            | Prueba             |
| ------------------ | ----------------------- | ------------------ | ------------------ |
| 2013               | Chungju (Corea del Sur) | Medalla de oro     | Doble scull        |
| Campeonato Europeo |                         |                    |                    |
| Año                | Lugar                   | Medalla            | Prueba             |
| 2012               | Varese (Italia)         | Medalla de bronce  | Doble scull        |
| 2013               | Sevilla (España)        | Medalla de bronce  | Doble scull        |